# Pomnik Legionisty w Łodzi

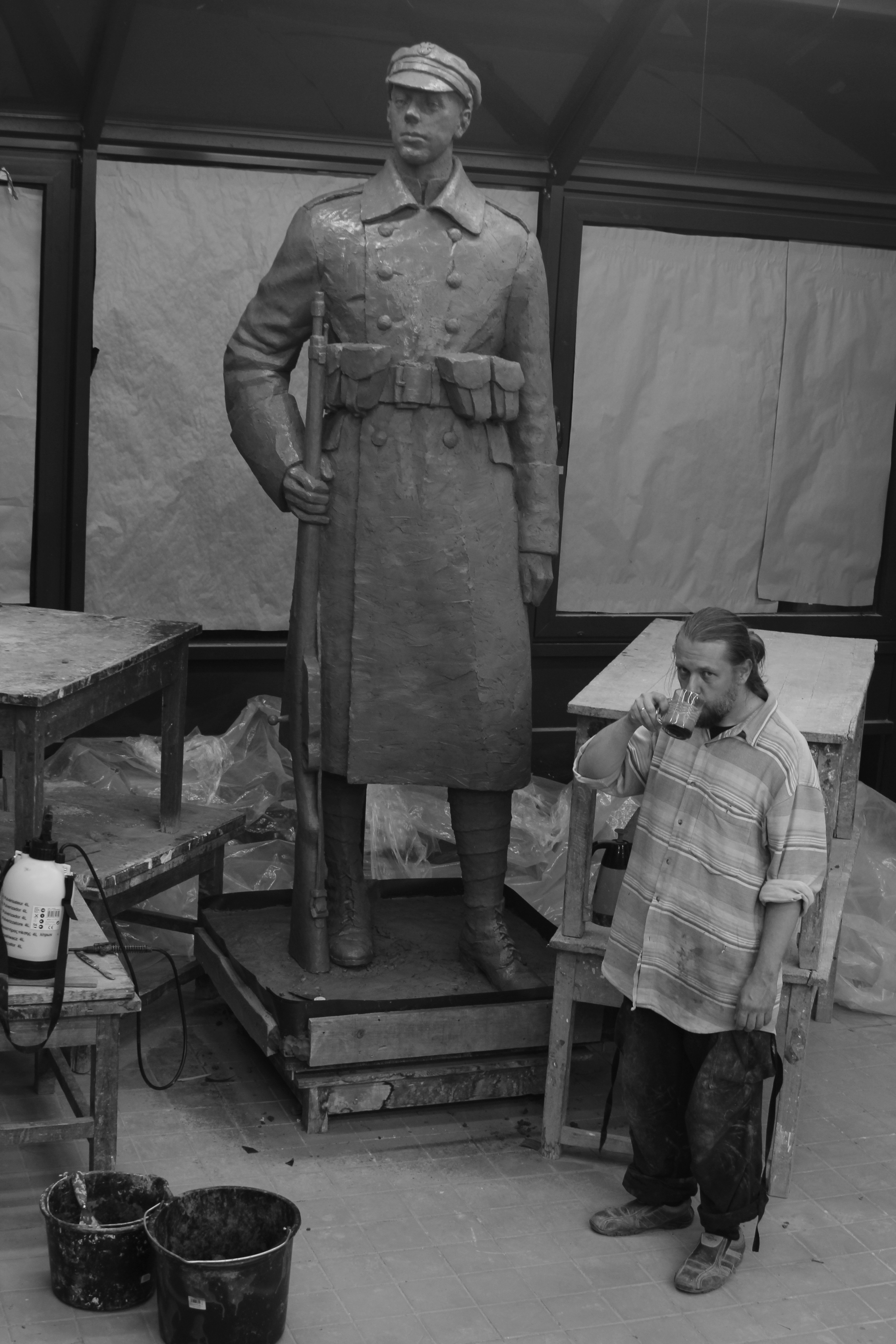
Artysta Marcin Mielczarek podczas pracy nad pomnikiem

Pomnik Legionisty w Łodzi – rzeźba przedstawiająca legionistę, położona w parku im. Legionów w Łodzi (ul. Sanocka 26/32).

## Historia
Rzeźbę odsłonięto podczas dwudniowych obchodów 150 rocznicy urodzin Józefa Piłsudskiego. Powstała ona po 10-letnich staraniach z inicjatywy Związku Legionistów Polskich i Ich Rodzin oraz innych działaczy wspierających środowisko legionistów. Została odsłonięta 23 września 2017 roku w Parku im. Legionów w Łodzi.
W odsłonięciu pomnika uczestniczyły władze państwowe i kościelne, w tym m.in.: Dariusz Rogut, Hanna Zdanowska oraz prezes Związku Legionistów Polskich i Ich Rodzin oraz syn Zygmunta Młot-Przepałkowskiego – Adam Przepałkowski.

## Architektura
Autorem rzeźby jest Marcin Mielczarek. Przestawia ona młodego legionistę z maciejówką na głowie oraz odzianego w szynel i trzymającego karabin. Została wykonana z brązu, natomiast postument pod nią z granitu.